# Ice Lake
Cannon Lake (en) (procédé 10 nm) 
 Whiskey Lake (optimisation 14 nm) Tiger Lake (optimisation 10 nm)
Cascade Lake (14 nm) Même génération : Cooper Lake (14 nm, systèmes 4S/8S)
Génération suivante : Sapphire Rapids (en)
Ice Lake est le nom de code d'Intel pour la dixième génération de processeurs pour PC portables Intel Core et la troisième génération de processeurs pour serveurs Xeon Scalable basé sur la microarchitecture Sunny Cove. Ice Lake représente une étape Architecture du modèle procédé-architecture-optimisation d'Intel,,,. Fabriquée avec la seconde génération du procédé 10 nm d'Intel, 10 nm+, Ice Lake est la deuxième microarchitecture d'Intel à être fabriquée avec le procédé 10 nm, à la suite du lancement limité de Cannon Lake (en) en 2018,,,,. Cependant, en 2020 Intel a modifié la règle de nommage pour le procédé 10 nm. Avec cette nouvelle règle de nommage, le procédé de fabrication de Ice Lake est appelé simplement 10 nm, sans aucun "+" rajouté.
Les CPU Ice Lake sont vendus en même temps que les CPU 14 nm Comet Lake sous le nom de famille Intel "Core de 10ème génération". Il n'y a pas de processeurs Ice Lake pour ordinateurs de bureau ou portables de forte puissance, car la famille Comet Lake remplit ce rôle. Les CPU Xeon Scalable basés sur Sunny Cove (nom de code "Ice Lake-SP") ont été officiellement lancés le 6 avril 2021,. Intel a officiellement lancé les processeurs pour stations de travail Xeon W-3300 series le 29 juillet 2021.
Le successeur direct d'Ice Lake pour les processeurs pour ordinateurs portables est Tiger Lake, une famille de processeurs à 10 nm de troisième génération utilisant la nouvelle microarchitecture Willow Cove et un processeur graphique intégré basé sur la nouvelle microarchitecture Intel Xe. La famille Ice Lake-SP sera remplacée par Sapphire Rapids (en), équipée de coeurs Golden Cove. Plusieurs CPU Ice Lake pour mobiles ont été retirés de la vente le 7 juillet 2021.

## Historique de la conception et caractéristiques
Ice Lake a été conçu par l'équipe de conception des processeurs d'Intel Israël située à Haifa,.
Ice Lake est conçu avec la microarchitecture Sunny Cove,. Intel a fourni des détails sur Ice Lake lors du Intel Architecture Day en décembre 2018, indiquant que les processeurs Ice Lake à coeurs Sunny Cove seraient orientés sur la performance sur thread unique, de nouvelles instructions et l'amélioration de la scalability. Intel a indiqué que les améliorations de performance seraient obtenues en rendant le coeur "plus profond, plus large et plus malin".
Ice Lake embarque le GPU Gen11 d'Intel, accroissant le nombre d'unités d'exécution à 64, contre 24 ou 48 dans les GPU Gen9.5, atteignant plus de 1 TFLOPS en performance de calcul. Chaque unité d'exécution supporte 7 threads, signifiant que le GPU possède 512 pipelines concurrents. Une mémoire cache L3 de 3 mégaoctets alimente les unités d'exécution, soit une augmentation d'un facteur quatre par rapport à la Gen9.5, ainsi que la largeur de bande mémoire accrue permise par la LPDDR4X sur les ordinateurs portables de faible puissance. Le GPU Gen11 introduit également le rendu tile-based et le Coarse Pixel Shading (CPS), l'implémentation Intel du variable-rate shading (VRS). L'architecture comprend également un codeur HEVC de conception entièrement nouvelle.
Le 1er août 2019, Intel a publié les spécifications des CPU Ice Lake -U et -Y. Les CPU de la série Y ont perdu leur suffixe -Y et leur dénomination m3. A la place, Intel utilise un chiffre avant le type de GPU pour indiquer la classe de puissance du boîtier ; "0" correspond à 9 W, "5" à 15 W et "8" à 28 W. De plus, les deux premiers chiffres du numéro de modèle correspondent à la génération de la puce, tandis que le troisième chiffre indique la famille Core à laquelle appartient le CPU (i3, i5, etc.) ; par conséquent, un 1035G7 serait un Core i5 de 10ème génération avec un boîtier de classe de puissance 15 watts (5) et un GPU G7.
Les pré-commandes pour les laptops équipés de CPU Ice Lake ont démarré en août 2019, et les expéditions en septembre.

## Caractéristiques détaillées

### CPU
- Coeurs Sunny Cove[réf. nécessaire]
  - Transistors 10 nm[9] (appelés initialement transistors 10 nm+ avec l'ancienne règle de nommage)[23]
  - Augmentation moyenne de 18 % de l'IPC par rapport à un processeur Skylake de 2015 fonctionnant à la même fréquence et avec la même configuration mémoire[réf. nécessaire]
- Dynamic Tuning 2.0 qui permet au CPU de rester en fréquence turbo plus longtemps[24]
- Prédiction de direction de branchement de type TAGE Tagged Geometric History Length Predictor (avec une taille d'historique global de 194 branches empruntées)[25]
- Accélération hardware des opérations SHA (Secure Hash Algorithms)
- Deep Learning Boost (en) d'Intel, utilisé pour accélérer l'inférence en machine learning/intelligence artificielle[26],[24]

### GPU
- GPU Gen 11 ayant jusqu'à 64 unités d'exécution (précédemment 24 et 48 UE)[27],[28]
- Sortie affichage 4K à 120 Hz, 5K, 8K[29]
- Variable Rate Shading[24],[30]
- DisplayPort 1.4a avec Display Stream Compression ; HDMI 2.0b
- Performance de calcul jusqu'à 1,15 TFLOPS
- Deux pipelines de codage HEVC 10 bits, soit deux flux 4K 60 Hz RGB/YCbCr 4:4:4 simultanément, soit un flux 8K 30 Hz YCbCr 4:2:2[24]
- Codeur hardware VP9 8 bits et 10 bits sur toutes les plateformes supportées, intégré dans Intel Quick Sync Video (en)[31],[32],[33]
- Redimensionnement d'image entier et par interpolation au plus proche voisin[34],[35]
- IPU de 4ème génération[réf. nécessaire]

### Entrées-sorties
- Nouveau contrôleur mémoire supportant la DDR4 3200 et la LPDDR4X 3733
- Support du Wi-Fi 6 (802.11ax)
- Support de Thunderbolt 3[36]
- PCI Express 4.0 sur Ice Lake-SP

## Liste de CPU Ice Lake

### Ice Lake (ordinateurs portables)
| Marque de processeur | Modèle  | Cœurs (threads) | Fréquence horloge CPU (GHz) | Fréquence horloge CPU (GHz) | GPU       | GPU | GPU                     | Cache L3 (Mo) | TDP (W) | cTDP | cTDP | Prix (US$) |
| Marque de processeur | Modèle  | Cœurs (threads) | Base                        | Turbo                       | Série     | UE  | Fréq. horloge max (GHz) | Cache L3 (Mo) | TDP (W) | up   | down | Prix (US$) |
| -------------------- | ------- | --------------- | --------------------------- | --------------------------- | --------- | --- | ----------------------- | ------------- | ------- | ---- | ---- | ---------- |
| Core i7              | 1068NG7 | 4 (8)           | 2.3                         | 4.1                         | Iris Plus | 64  | 1.1                     | 8             | 28      |      |      | 426        |
| Core i7              | 1065G7  | 4 (8)           | 1.3                         | 3.9                         | Iris Plus | 64  | 1.1                     | 8             | 15      | 25   | 12   | 426        |
| Core i7              | 1060NG7 | 4 (8)           | 1.2                         | 3.8                         | Iris Plus | 64  | 1.1                     | 8             | 10      |      |      |            |
| Core i7              | 1060G7  | 4 (8)           | 1.0                         | 3.8                         | Iris Plus | 64  | 1.1                     | 8             | 9       | 12   |      |            |
| Core i5              | 1038NG7 | 4 (8)           | 2.0                         | 3.8                         | Iris Plus | 64  | 1.05                    | 6             | 28      |      |      | 320        |
| Core i5              | 1035G7  | 4 (8)           | 1.2                         | 3.7                         | Iris Plus | 64  | 1.05                    | 6             | 15      | 25   | 12   | 320        |
| Core i5              | 1035G4  | 4 (8)           | 1.1                         | 3.7                         | Iris Plus | 48  | 1.05                    | 6             | 15      | 25   | 12   | 309        |
| Core i5              | 1035G1  | 4 (8)           | 1.0                         | 3.6                         | UHD       | 32  | 1.05                    | 6             | 15      | 25   | 13   | 297        |
| Core i5              | 1030NG7 | 4 (8)           | 1.1                         | 3.5                         | Iris Plus | 64  | 1.05                    | 6             | 10      |      |      |            |
| Core i5              | 1030G7  | 4 (8)           | 0.8                         | 3.5                         | Iris Plus | 64  | 1.05                    | 6             | 9       | 12   |      |            |
| Core i5              | 1030G4  | 4 (8)           | 0.7                         | 3.5                         | Iris Plus | 48  | 1.05                    | 6             | 9       | 12   |      |            |
| Core i3              | 1005G1  | 2 (4)           | 1.2                         | 3.4                         | UHD       | 32  | 0.9                     | 4             | 15      | 25   | 13   | 281        |
| Core i3              | 1000NG4 | 2 (4)           | 1.1                         | 3.2                         | Iris Plus | 48  | 0.9                     | 4             | 9       |      |      |            |
| Core i3              | 1000G4  | 2 (4)           | 1.1                         | 3.2                         | Iris Plus | 48  | 0.9                     | 4             | 9       | 12   | 8    |            |
| Core i3              | 1000G1  | 2 (4)           | 1.1                         | 3.2                         | UHD       | 32  | 0.9                     | 4             | 9       | 12   | 8    |            |
| Pentium              | 6805    | 2 (4)           | 1.1                         | 3.0                         | UHD       | 32  | 0.85                    | 4             | 15      |      |      | 161        |

### Ice Lake-SP (Xeon Scalable)
- Socket LGA 4189
- Nombre de lignes PCI Express : 64

#### Xeon série Platinum
- Sortie le 6 avril 2021
- Bus entrées-sorties UPI à 11,2 GT/s

| Référence de modèle | Référence de spec. | Coeurs (threads) | Fréquence horloge de base (GHz) | Turbo Boost tous coeurs/2.0 (/max. 3.0) (GHz) | Cache L2 (Mo) | Cache L3 (Mo) | TDP (W) | Mémoire     | Numéro de pièce | Prix de sortie (USD) |
| ------------------- | ------------------ | ---------------- | ------------------------------- | --------------------------------------------- | ------------- | ------------- | ------- | ----------- | --------------- | -------------------- |
| 8351N               | SRKJ3 (D2)         | 36 (72)          | 2.4                             | 3.5                                           | 36 x 1,25     | 54            | 225     | 8×DDR4-2933 | CD8068904582702 | 3466                 |
| 8352S               | SRKJ8 (D2)         | 32 (64)          | 2.2                             | 3.4                                           | 32 x 1,25     | 48            | 205     | 8×DDR4-3200 | CD8068904642802 | 4632                 |
| 8352V               | SRKJ2 (D2)         | 36 (72)          | 2.1                             | 3.5                                           | 36 x 1,25     | 54            | 195     | 8×DDR4-2933 | CD8068904571501 | 3993                 |
| 8352Y               | SRKHG (D2)         | 32 (64)          | 3.2                             | 3.4                                           | 32 x 1,25     | 48            | 205     | 8×DDR4-3200 | CD8068904572401 | 3995                 |
| 8358                | SRKJ1 (D2)         | 32 (64)          | 2.6                             | 3.4                                           | 32 x 1,25     | 48            | 250     | 8×DDR4-3200 | CD8068904572302 | 4607                 |
| 8358P               | SRKJ0 (D2)         | 32 (64)          | 2.6                             | 3.4                                           | 32 x 1,25     | 48            | 240     | 8×DDR4-3200 | CD8068904599101 | 4523                 |
| 8360Y               | SRKHF (D2)         | 36 (72)          | 2.4                             | 3.5                                           | 36 x 1,25     | 54            | 250     | 8×DDR4-3200 | CD8068904571901 | 5383                 |
| 8362                | SRKY3 (D2)         | 32 (64)          | 2.8                             | 3.6                                           | 32 x 1,25     | 48            | 265     | 8×DDR4-3200 | CD8068904722404 | 6236                 |
| 8368                | SRKH8 (D2)         | 38 (76)          | 2.4                             | 3.4                                           | 38 x 1,25     | 57            | 270     | 8×DDR4-3200 | CD8068904572001 | 7214                 |
| 8368Q               | SRKHX (D2)         | 38 (76)          | 2.6                             | 3.7                                           | 38 x 1,25     | 57            | 270     | 8×DDR4-3200 | CD8068904582803 | 7719                 |
| 8380                | SRKHR (D2)         | 40 (80)          | 2.3                             | 3.4                                           | 40 x 1,25     | 60            | 270     | 8×DDR4-3200 | CD8068904572601 | 9359                 |

#### Xeon série Gold
- Bus entrées-sorties UPI à 11,2 GT/s

| Modèle | Coeurs (threads) | Fréquence d'horloge (GHz) | Fréquence d'horloge (GHz) | Fréquence d'horloge (GHz) | Cache L3 (Mo) | Cache L2 (Mo) | TDP (W) | Prix (RCP) (US$) |
| Modèle | Coeurs (threads) | Base                      | Boost (1 coeur)           | Boost (tous coeurs)       | Cache L3 (Mo) | Cache L2 (Mo) | TDP (W) | Prix (RCP) (US$) |
| ------ | ---------------- | ------------------------- | ------------------------- | ------------------------- | ------------- | ------------- | ------- | ---------------- |
| 6354   | 18 (36)          | 3.00                      | 3.60                      |                           | 39            | 22.5          | 205     | 2445             |
| 6348   | 28 (56)          | 2.60                      | 3.50                      | 3.40                      | 42            | 35            | 235     | 3072             |
| 6346   | 16 (32)          | 3.10                      | 3.60                      |                           | 36            | 20            | 205     | 2300             |
| 6338N  | 32 (64)          | 2.20                      | 3.50                      | 2.70                      | 48            | 40            | 185     | 2795             |
| 6338T  | 24 (48)          | 2.10                      | 3.40                      | 2.70                      | 36            | 30            | 165     | 2742             |
| 6338   | 32 (64)          | 2.00                      | 3.20                      | 2.60                      | 48            | 40            | 205     | 2612             |
| 6314U  | 32 (64)          | 2.30                      | 3.40                      | 2.90                      | 48            | 40            | 205     | 2600             |
| 6342   | 24 (48)          | 2.80                      | 3.50                      | 3.30                      | 36            | 30            | 230     | 2529             |
| 6334   | 8 (16)           | 3.60                      | 3.70                      | 3.60                      | 18            | 10            | 165     | 2214             |
| 6330N  | 28 (56)          | 2.20                      | 3.40                      | 2.60                      | 42            | 35            | 165     | 2029             |
| 6336Y  | 24 (48)          | 2.40                      | 3.60                      | 3.00                      | 36            | 30            | 185     | 1977             |
| 6330   | 28 (56)          | 2.00                      | 3.10                      | 2.60                      | 42            | 35            | 205     | 1894             |
| 5318S  | 24 (48)          | 2.10                      | 3.40                      | 2.60                      | 36            | 30            | 165     | 1667             |
| 5320T  | 20 (40)          | 2.30                      | 3.50                      |                           | 30            | 25            | 150     | 1727             |
| 5320   | 26 (52)          | 2.20                      | 3.40                      | 2.80                      | 39            | 32.5          | 185     | 1555             |
| 6312U  | 24 (48)          | 2.40                      | 3.60                      | 3.10                      | 36            | 30            | 185     | 1450             |
| 5318N  | 24 (48)          | 2.10                      | 3.40                      | 2.70                      | 36            | 30            | 150     | 1375             |
| 6326   | 16 (32)          | 2.90                      | 3.50                      | 3.30                      | 24            | 20            | 185     | 1300             |
| 5318Y  | 24 (48)          | 2.00                      | 3.40                      | 2.60                      | 36            | 30            | 165     | 1273             |
| 5317   | 12 (24)          | 3.00                      | 3.60                      | 3.40                      | 18            | 15            | 150     | 950              |
| 5315Y  | 8 (16)           | 3.20                      | 3.60                      | 3.50                      | 12            | 10            | 140     | 895              |

#### Xeon série Silver
- Bus entrées-sorties UPI à 10,4 GT/s

| Modèle | Coeurs (threads) | Fréquence d'horloge (GHz) | Fréquence d'horloge (GHz) | Fréquence d'horloge (GHz) | Cache L3 (Mo) | Cache L2 (Mo) | TDP (W) | Prix (RCP) (US$) |
| Modèle | Coeurs (threads) | Base                      | Boost (1 coeur)           | Boost (tous coeurs)       | Cache L3 (Mo) | Cache L2 (Mo) | TDP (W) | Prix (RCP) (US$) |
| ------ | ---------------- | ------------------------- | ------------------------- | ------------------------- | ------------- | ------------- | ------- | ---------------- |
| 4316   | 20 (40)          | 2.30                      | 3.40                      | 2.80                      | 30            | 25            | 150     | 1002             |
| 4314   | 16 (32)          | 2.40                      | 3.40                      | 2.90                      | 24            | 20            | 135     | 694              |
| 4310T  | 10 (20)          | 2.30                      | 3.40                      | 2.90                      | 15            | 12.5          | 105     | 555              |
| 4310   | 12 (24)          | 2.10                      | 3.30                      | 2.70                      | 18            | 15            | 120     | 501              |
| 4309Y  | 8 (16)           | 2.80                      | 3.60                      | 3.40                      | 12            | 10            | 105     | 501              |

### Stations de travail
"Ice Lake-W3300" (10 nm)
- Sorti le 29 juillet 2021
- Socket LGA 4189
- Nombre de lignes PCI Express : 64
- Bus entrées-sorties DMI 3.0
- Supporte jusqu'à 16 barrettes DIMM de mémoire DDR4, maximum 4 To[37]

| Modèle Xeon | Référence de spec. | Coeurs (threads) | Fréquence horloge de base (GHz) | Turbo Boost tous coeurs/2.0 (/max. 3.0) (GHz) | Cache L2 (Mo) | Cache L3 (Mo) | TDP (W) | Mémoire      | Numéro de pièce | Prix de sortie (USD) |
| ----------- | ------------------ | ---------------- | ------------------------------- | --------------------------------------------- | ------------- | ------------- | ------- | ------------ | --------------- | -------------------- |
| W-3375      | SRKSX (D2)         | 38 (76)          | 2.5                             | ?/4.0                                         | 38 x 1,25     | 57            | 270     | 8× DDR4-3200 | CD8068904691401 | 4499                 |
| W-3365      | SRKSW (D2)         | 32 (64)          | 2.7                             | ?/4,0                                         | 32 x 1,25     | 48            | 270     | 8× DDR4-3200 | CD8068904691303 | 3499                 |
| W-3345      | SRKS (D2)          | 24 (48)          | 3,0                             | ?/4,0                                         | 24 x 1,25     | 36            | 250     | 8× DDR4-3200 | CD8068904691101 | 2499                 |
| W-3335      | SRKWS (M1)         | 16 (32)          | 3.4                             | ?/4,0                                         | 16 x 1,25     | 24            | 250     | 8× DDR4-3200 | CD8068904708401 | 1299                 |
| W-3323      | SRKWT (M1)         | 12 (24)          | 3,5                             | ?/3,9                                         | 12 x 1,25     | 21            | 220     | 8× DDR4-3200 | CD8068904708502 | 949                  |